# 打印机驱动程序
打印机驱动程序（Printer driver）是将计算机端应用程序数据转换成打印机能够识别、打印的数据的程序。
Microsoft Windows下的打印机驱动程序通常分为GDI打印机驱动程序、PCL打印机驱动程序和PostScript打印机驱动程序。
通常GDI打印机驱动程序生成的数据格式由打印机厂商制订，不同厂商的GDI打印机并不兼容。
PCL打印机是按照惠普的打印控制语言标准设计的，打印驱动程序生成的数据符合这个标准，因此不同厂商的打印机能够兼容PCL打印驱动程序生成的基本打印任务。
PostScript打印机驱动程序生成的数据符合Adobe系统公司的PostScript标准，它能够被带有PostScript处理功能的打印机打印，同时它也能够被许多Adobe公司的软件如Acrobat、Photoshop等所处理。
苹果电脑平台下的打印机驱动程序通常是PostScript打印驱动程序。